# Shawn Johnsonová
Shawn Johnsonová (* 19. ledna 1992, Des Moines, Iowa) je bývalá americká sportovní gymnastka, absolutní mistryně světa z roku 2007 a olympijská vítězka na kladině z olympiády 2008.
V roce 2006 se stala juniorskou mistryní Spojených států s výjimečně vysokým bodovým ziskem (vyšším než seniorská šampionka). V roce 2007 vybojovala čtyři zlaté medaile na Panamerických hrách v Riu a stala se americkou seniorskou šampionkou.
Na mistrovství světa ve Stuttgartu získala zlaté medaile v soutěži družstev, víceboji jednotlivkyň a v prostných. Po mistrovství světa utrpěla lehké zranění pravé nohy, ale po vyléčení se kvalifikovala do amerického družstva pro Letní olympijské hry 2008. Časopis Time ji zařadil na sedmé místo v žebříčku 100 sportovců, kteří si zaslouží v Pekingu nejvíce pozornosti.
V Pekingu americký tým trpěl zraněními, a tak na jeho hlavní tahounky Johnsonovou a Nastiu Liukinovou dolehla největší zátěž reprezentace. Johnsonová vyhrála kvalifikaci jednotlivkyň, ale její tým prohrál s Číňankami, což zopakoval i ve finále družstev. Finále jednotlivkyň se změnilo v očekávaný souboj obou Američanek o zlatou medaili (první pro americkou gymnastku od roku 1984). Liukinová se dostala do vedení po sestavě na kladině a už ho nepustila. Obě gymnastky po závodu potvrzovaly, že rivalita mezi nimi je spíš mediální záležitostí; v olympijské vesnici bydlely ve společném pokoji. Johnsonová po závodu prohlásila: „Nechala jsem tu dnes své srdce a duši. Nastia si zlato zaslouží.“
V bloku finále na jednotlivých nářadích, tentokrát rozloženém do tří dní, se Johnsonová dočkala další stříbrné medaile na prostných za Rumunkou Sandrou Izbasovou. Čekání na olympijské zlato pak ukončila až v závěru olympijského programu, na kladině. Přestože při rozcvičování v tréninkové hale měla problémy a zacvičila svou sestavu až na pošesté, ve finále nechybovala a získala zlato. Splnila si tak sen vybojovat zlatou medaili pro svého trenéra Li Čchiaa, který pochází z Pekingu. „Zakončit tuhle olympiádu tím, že jsem konečně vyhrála zlatou medaili, to je ten nejlepší pocit na světě,“ řekla po svém vítězství, když za ní druhá skončila Liukinová.
Jejím vzorem je Kim Zmeskalová.